# Pita Limjaroenrat
Pita Limjaroenrat (thai nyelven: พิธา ลิ้มเจริญรัตน์; RTGS: Phitha Limcharoenrat) a 2023-as thaiföldi választásokon nyertes "Előre Párt" (angolul: Move Forward Party, thai nyelven: พรรคก้าวไกล; Phak Kao Klai)  vezetője. Várhatóan 2023 júliusában választják majd meg miniszterelnöknek.

## Élete
A Bangkok Christian College-ba járt, majd 12 évesen az apja elküldte Új-Zélandba, ahol Hamilton (Waikato régió) közelében egy fogadó családnál nőtt fel. Miután 2002-ben megszerezte a bangkoki Thammasat Egyetemen végzett üzleti adminisztrációs diplomát, az Egyesült Államokban tanult tovább. Amikor 25 éves volt, édesapja meghalt. Pita visszatért Thaiföldre, és átvette a családi vállalkozás vezetését.
A 2019-es választáson Pitát a thaiföldi képviselőház tagja lett a baloldali-liberális Új Jövő párt listáján.
Pita 2012-től a 2019-es válásig felesége Chutima Teepanart színésznő volt. Kettejüknek van egy lánya, aki 2016-ban született.